# Dysphania cyane
Dysphania cyane är en fjärilsart som beskrevs av Pieter Cramer 1980. Dysphania cyane ingår i släktet Dysphania och familjen mätare. Inga underarter finns listade i Catalogue of Life.

## Bildgalleri

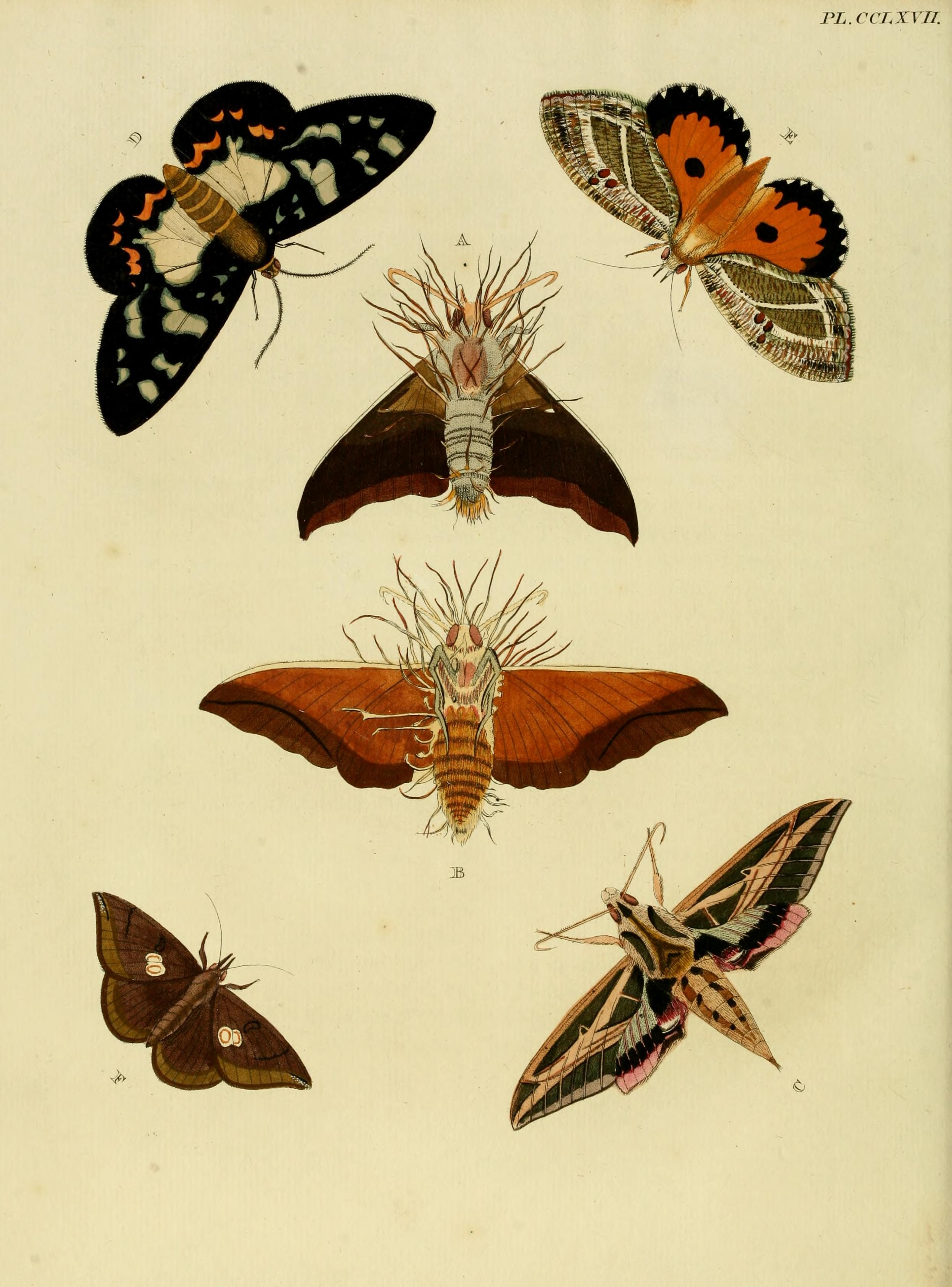